# كاستلنوفو ديلا داونيا
كاستلنوفو ديلا داونيا (بالإيطالية: Castelnuovo della Daunia)‏ هي بلدية في مقاطعة فودجا في إقليم بوليا الإيطالي.

## السكان
في سنة 1861 بلغ عدد السكان 3٬319 نسمة، وتطور العدد ليصل في سنة 2011 لـ 1٬557 نسمة.
يظهر هذا المخطط البياني تطور النمو السكاني لـ كاستلنوفو ديلا داونيا

## معرض صور

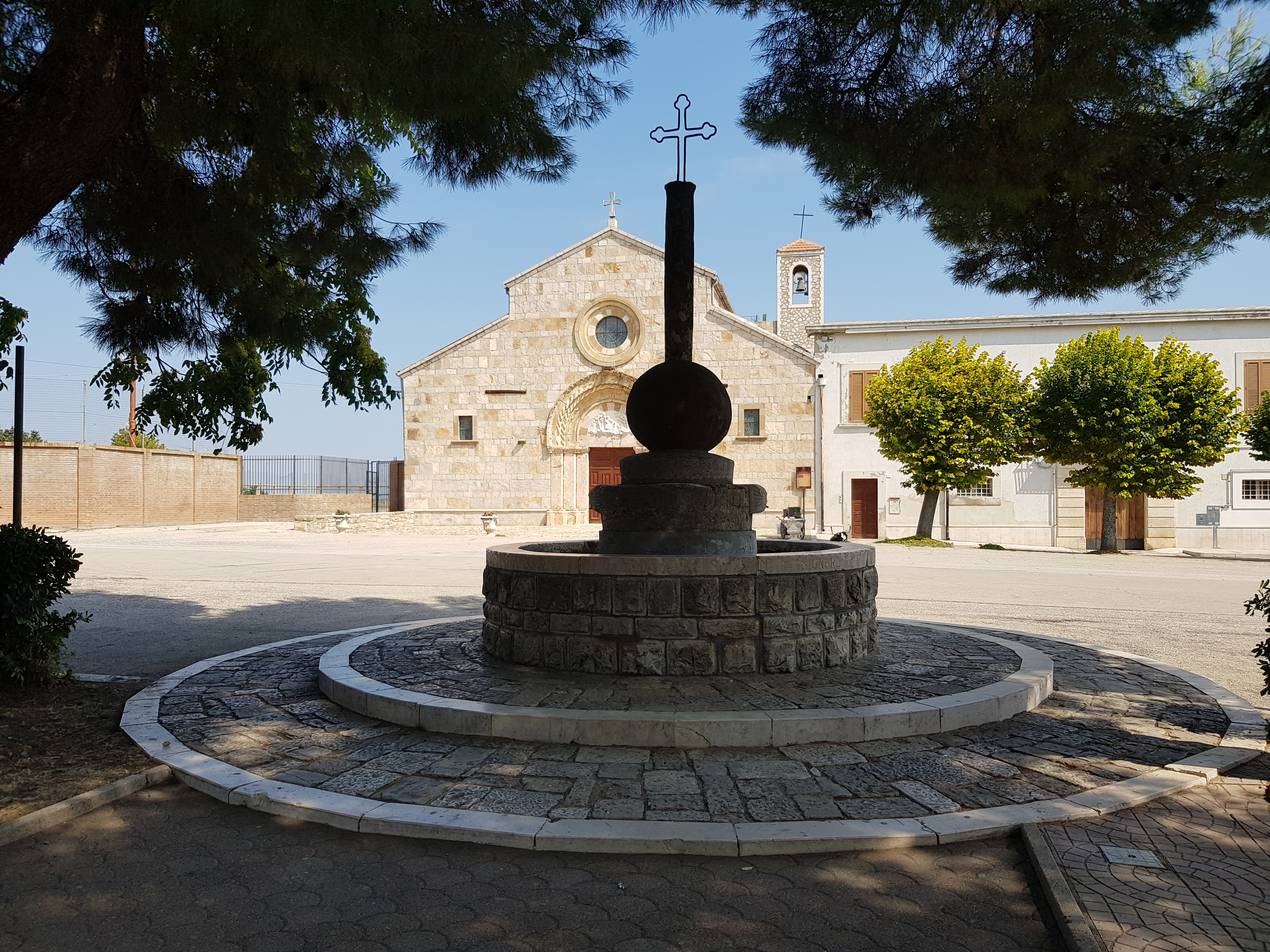
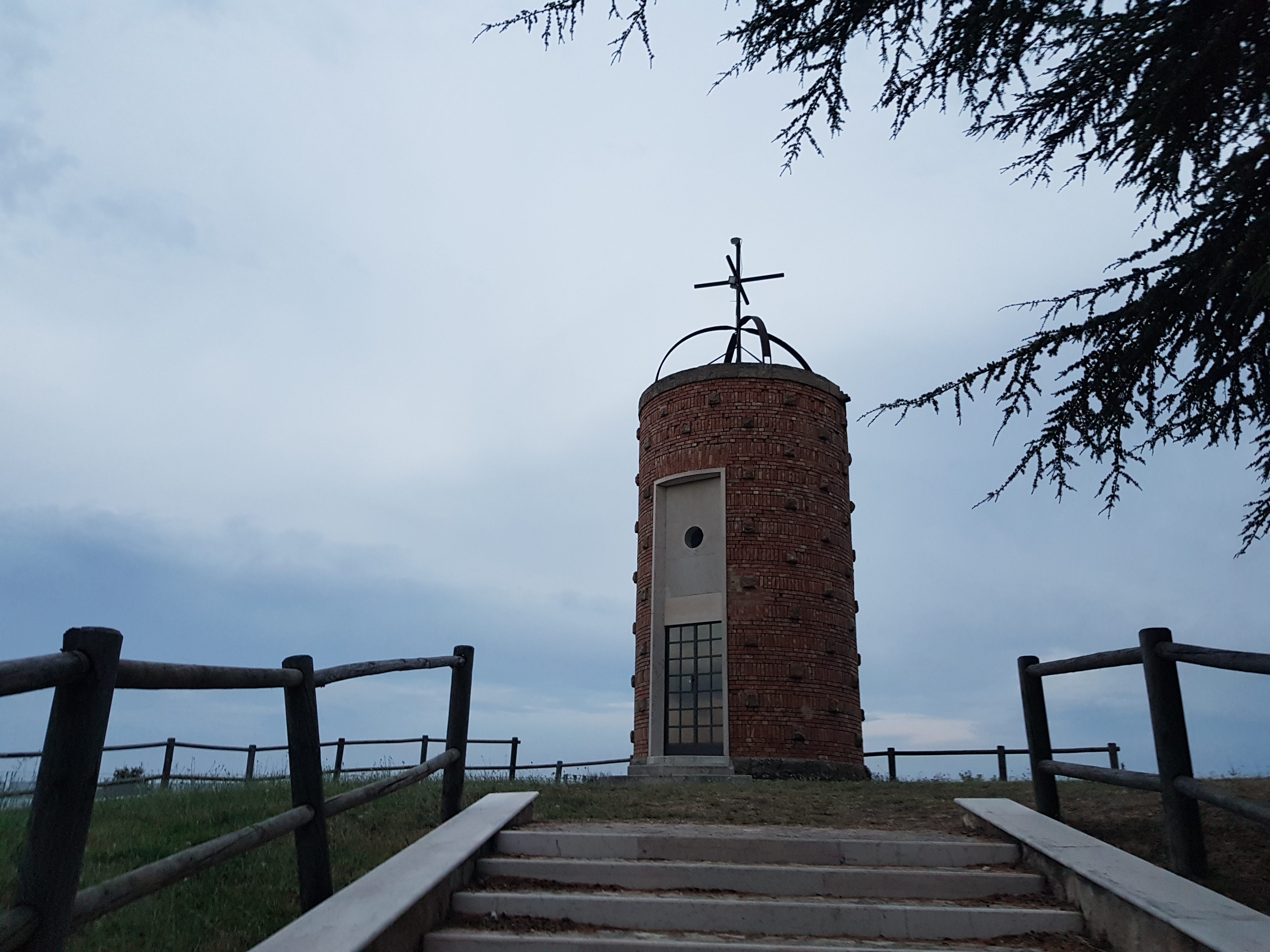
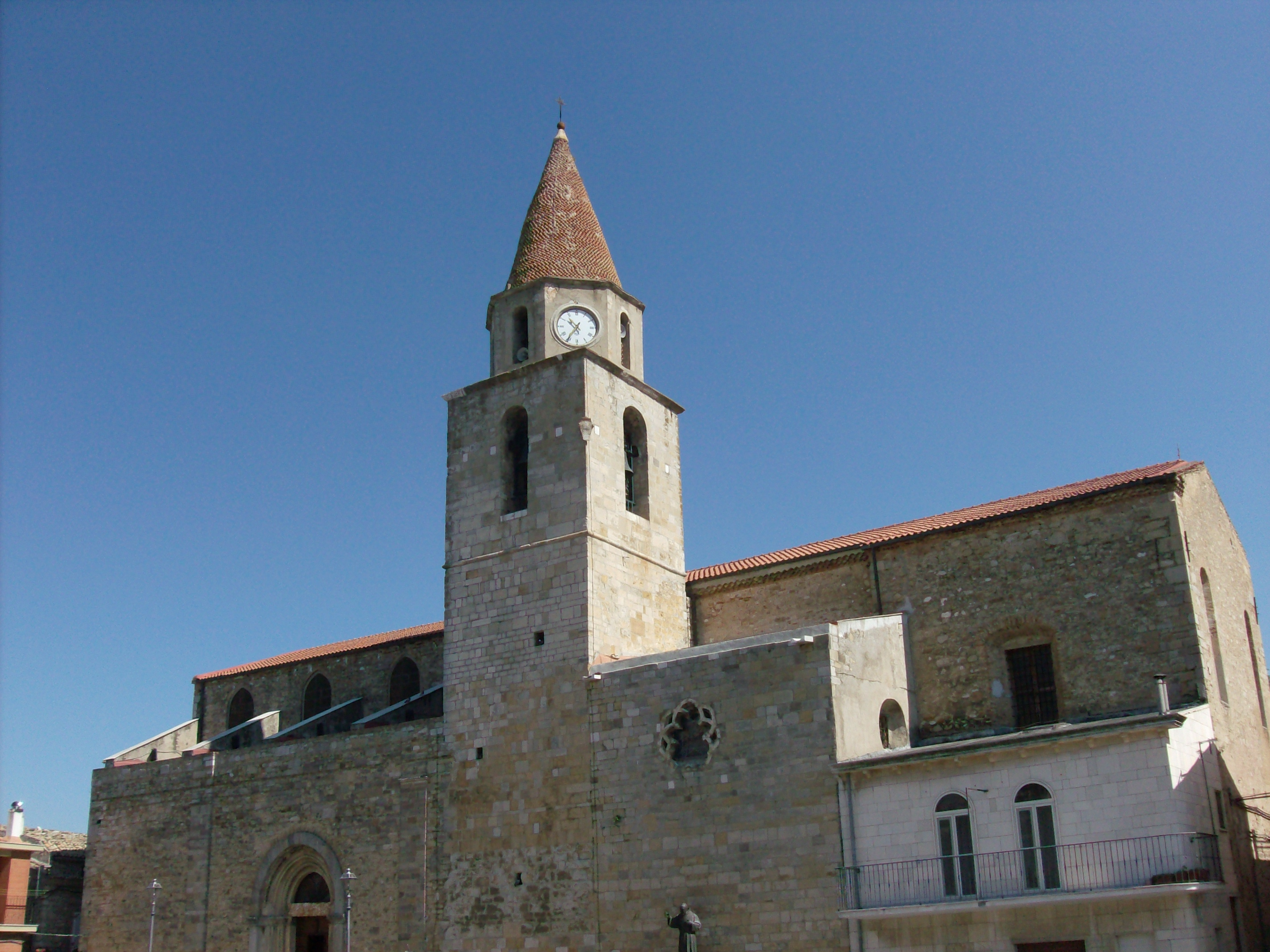
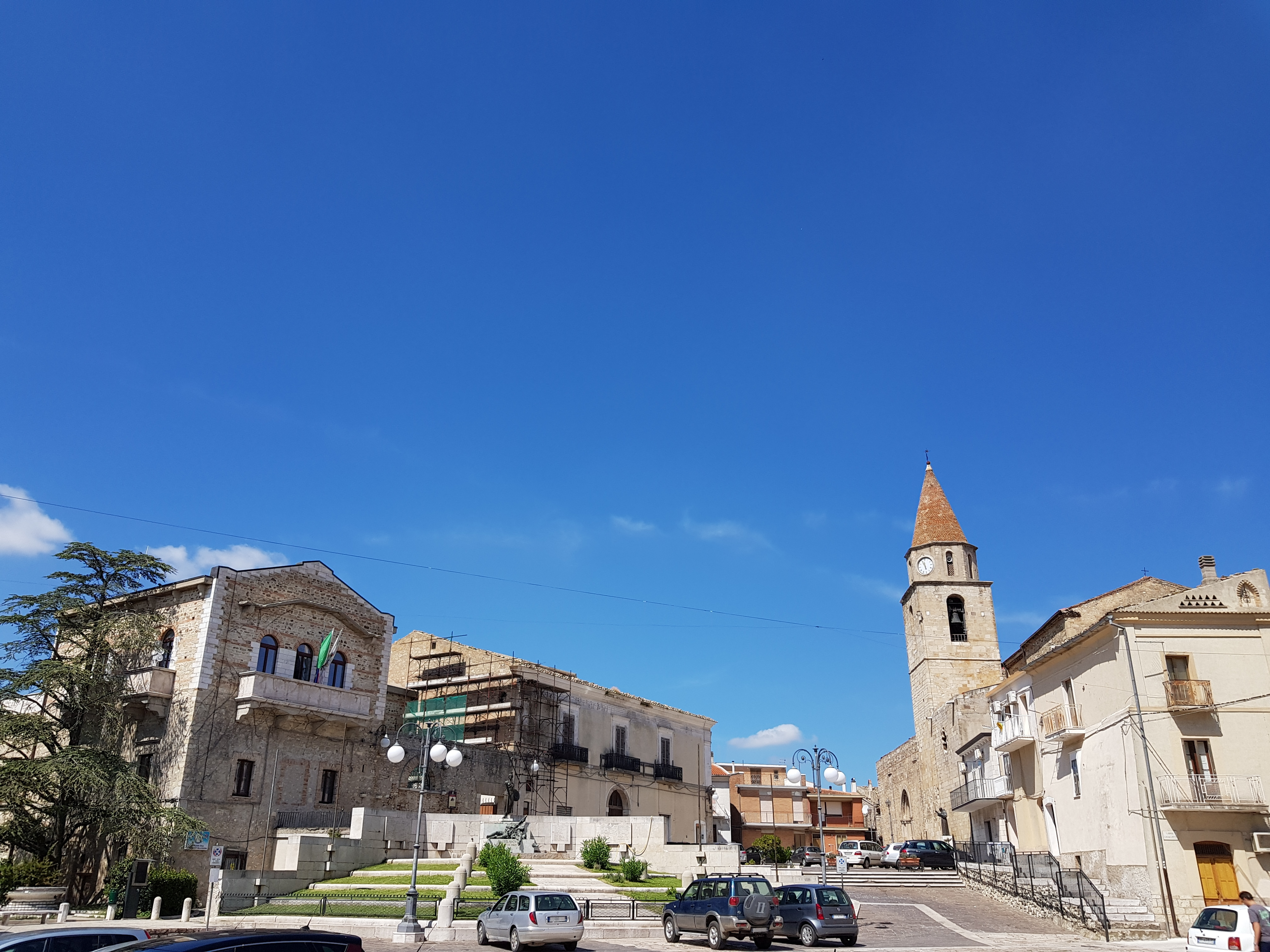